# John Marshall Jones
John Marshall Jones, född 17 augusti 1962 i Detroit, Michigan, är en amerikansk skådespelare som är mest känd för rollen som Floyd Henderson (T.J.s pappa) i TV-serien Smart Guy.